# Johnny Isakson
John Hardy "Johnny" Isakson, född 28 december 1944 i Atlanta, Georgia, död 19 december 2021 i Atlanta, Georgia, var en amerikansk republikansk politiker. Han var ledamot av USA:s senat, representerande Georgia, från 2005 till 2019. Han var tidigare ledamot av representanthuset 1999-2005. Han var medlem av United Methodist Church och hans familj har svensk härkomst.
Talmannen i USA:s representanthus Newt Gingrich avgick i januari 1999 och bestämde sig för att inte inleda den nya mandatperiod i kongressen som han redan hade valts till. Isakson vann fyllnadsvalet för att efterträda Gingrich i representanthuset. Han omvaldes 2000 och 2002. Han besegrade sedan demokraten Denise Majette i senatsvalet 2004.
Jämfört med hans republikanska kamrater i senaten, Isakson bedöms vara nära den genomsnittliga nivån av konservativitet. Enligt GovTrack under 2015-2017 röstnings bedömning, rankades Isakson som den 24:e mest konservativa medlemmen i senaten.
I juni 2015, avslöjade Isakson att han hade diagnostiserats med Parkinsons sjukdom. Den 28 augusti 2019 meddelade Isakson att han av hälsoskäl skulle avgå från senaten från 1 januari 2020.